# Ночное шоу с Джимми Фэллоном
Ночное шоу с Джимми Фэллоном (англ. The Tonight Show Starring Jimmy Fallon) — американское ночное ток-шоу с ведущим Джимми Фэллоном, которое выходит на канале NBC. Премьера шоу состоялась 17 февраля 2014 года и была спродюсирована компаниями Broadway Video и Universal Television. Это седьмое воплощение продолжительной франшизы NBC Tonight Show, в которой Фэллон выступает в качестве шестого ведущего. В шоу также снимаются закадычный друг и диктор Стив Хиггинс и хаус-группа The Roots. Продюсером шоу является Кэти Хокмейер, а исполнительным продюсером ― Лорн Майклз. Записи шоу велись в студии 6B в Рокфеллер-центре, Нью-Йорк, в той же студии, где с 1957 по 1972 год снимались Tonight Starring Jack Paar, а затем Tonight Show Starring Johnny Carson.
Программа выходит в эфир по будням в 23:34:30 вечера по восточному/североамериканскому времени. Шоу начинается с тематического монолога Фэллона, затем переходит в комедийные зарисовки/игры, завершающиеся интервью с гостями и музыкальным представлением. Премьера шоу получила высокие рейтинги в 2014 году. Многие моменты из шоу породили вирусные видеоролики. Шоу было номинировано на девять премий Эмми, выиграв две из них.
13 августа 2015 года канал NBC объявил, что Фэллон подписал контракт с условием оставаться ведущим как минимум до 2021 года. 2 ноября 2020 года его контракт был продлен ещё на один год. 17 мая 2021 года NBC официально продлила шоу ещё на пять лет.